# Are Storstein
Are Storstein (* 1951, wohl in Norwegen; † 26. Dezember 2004 beim Berg Khao Lak, Thailand) war ein norwegischer Film- und Theater-Schauspieler, Drehbuchautor, Filmregisseur sowie Musiker und Sänger der norwegischen Rockgruppe Boastein.

## Leben
Are Storstein wurde 1951 geboren. 1974 hatte er sein Debüt als Theaterschauspieler. Er spielte an einem norwegischen Theater, im Stück Equus von Peter Shaffer die Titelrolle. Storstein wurde in den kommenden Jahren durch seine Theaterrollen bekannt. Er spielte bei vielen Produktionen wie beispielsweise Red Ryder, Hamlet und Piaf mit. 
In den Jahren 1977 und 1980 veröffentlichten Are Storstein und Øistein Boassen mit ihrer Rockband Boastein zwei Musikplatten, Jeg har min egen luke (übersetzt: Ich habe meine eigene Tür) und Urgata Hurgata. 
Vor der Kamera stand er wohl erstmals im Jahr 1978, nämlich im norwegischen Spielfilm X. In dem Drama, das einige Filmpreise gewann, spielte er 1978 eine Nebenrolle. Eine der Hauptrollen spielte er dann im norwegischen Kriminalfilm Henrys bakværelse (übersetzt: Henrys Hinterzimmer) von 1982. Ebenfalls 1982 inszenierte er seinen Kurzfilm: Ordentlige kunstnere bruker ikke svart (übersetzt: Richtige Künstler verwenden kein Schwarz), über den norwegischen Maler Jan Groth. Im Jahr 1984 wurde Storsteins Tochter Silje Storstein geboren. Im norwegischen Kriminalfilm Operation Cobra von 1986, der auch in Finnland und Italien gezeigt wurde, spielte er erneut eine Nebenrolle. Neben diesen Tätigkeiten arbeitete Storstein auch an mehreren Projekten des Norwegischen Reichsrundfunks (NRK) mit. 
Mit 14 Jahren bewarb sich seine Tochter Silje für die Haupt- und Titelrolle im Film Sofies Welt (1999). Sie bekam die Rolle und wurde mit dieser, auch über die Grenzen Norwegens hinaus, bekannt. 
Are Storstein starb am 26. Dezember 2004 im thailändischen Khao Lak durch einen Tsunami infolge des Seebebens im Indischen Ozean 2004.

## Filmografie
- 1978: X
- 1982: Henrys bakværelse
- 1983: I denne verden er alt mulig
- 1986: Operation Cobra
- 1994–1995: Vestavind  (5 Folgen)